# Muscolo peroneo terzo
Nell'anatomia umana il muscolo peroneo (o peroniero) terzo (o anteriore) è un muscolo anteriore della gamba. È il più laterale dei muscoli anteriori, occupa la metà inferiore della gamba, unendo la stessa al quinto osso metatarsale. Origina dalla faccia mediale della fibula (metà inferiore) e dalla membrana interossea, discende in basso proseguendo in un lungo tendine che passa profondamente ai retinacoli superiore ed inferiore dei muscoli estensori, per poi inserirsi alla base del quinto osso metatarsale (faccia dorsale). Flette dorsalmente il piede e ne solleva il margine laterale (eversione); esegue anche un'abduzione.